# PAX7
La protéine paired box 7 (PAX7) est un facteur de transcription. Elle est codée par le gène PAX7 situé sur le chromosome 1 humain.

## Rôles
Il est exprimé dans les cellules satellites musculaires et joue un rôle dans la différenciation de ces dernières en myoblastes, permettant en particulier le retour à un état quiescent, indifférencié. Il contribue ainsi au mécanisme de la cachexie lors d'un cancer.
Son expression est inhibée par les micro-ARN 1 et 206 et activée par le TRAF6.